# Rynek wtórny
Rynek wtórny (w regulacjach prawnych stosowana jest nazwa „obrót wtórny”) – część rynku finansowego, na której dochodzi do zawarcia transakcji kupna-sprzedaży aktywów pomiędzy inwestorami będącymi subskrybentami (pierwotnymi nabywcami) i kolejnymi nabywcami oraz transakcji pomiędzy dalszymi inwestorami.
Transakcje zawierane na rynku wtórnym papierów wartościowych nie generują przepływów finansowych do emitenta papierów wartościowych – przepływy finansowe odbywają się wyłącznie między inwestorami.
W rozumieniu pozakapitałowym rynek wtórny to taki sposób nabywania dóbr, w którym i nabywca i sprzedawca dokonują transakcji kupna-sprzedaży dobra używanego (niestworzonego przez obecnego właściciela).

## Funkcje rynku wtórnego
- wpływa na mobilizację kapitału – inwestor, podejmując decyzje, kieruje się warunkami panującymi na rynku wtórnym,
- umożliwia transformację kapitału – zamianę jednej formy kapitału (np. akcje) w drugą (np. obligacje, instrumenty pochodne) i odwrotnie,
- wpływa na kierunki alokacji kapitału – inwestor ma możliwość obserwacji notowanych spółek, w celu wyrobienia sobie opinii o przyszłych inwestycjach,
- wycena kapitału – pozwala na ustalenie ceny rynkowej aktywów.